# Каргино (Бурятия)
Каргино́ — село в Кабанском районе Бурятии. Входит в сельское поселение «Колесовское».

## География
Расположено на левобережье реки Селенги (у протоки Боковой), в 5,5 км к северо-западу от центральной части села Кабанска и в 4 км юго-восточнее центра сельского поселения, села Большое Колесово, на 14-м километре республиканской автодороги 03К-040 Береговая — Кабанск — Посольское.

## Население
| 2002 | 2010 |
| ---- | ---- |
| 94   | ↘89  |